# Sportovní klub ledního hokeje Žďár nad Sázavou
Le Sportovní klub ledního hokeje Žďár nad Sázavou est un club de hockey sur glace de Žďár nad Sázavou en Tchéquie. Il évolue en 2. liga, troisième échelon tchèque.

## Historique
Le club est créé en 1939.

## Palmarès
- Aucun titre.